# Trigonostemon xyphophylloides
Trigonostemon xyphophylloides là một loài thực vật có hoa trong họ Đại kích. Loài này được (Croizat) L.K.Dai & T.L.Wu miêu tả khoa học đầu tiên năm 1963.